# Hamm (Stolberg)
Hamm ist ein zwischen Münsterbusch und Atsch liegendes Stadtviertel von Stolberg (Rhld.) in der Städteregion Aachen. 
Westlich von Hamm fließt die Inde, die hier auch Münsterbach genannt wird. Die Reichsabtei Kornelimünster war im Mittelalter der Eigentümer umfangreicher Ländereien, zu denen auch das Münsterländchen gehörte. In alten Karten ist der Bach dort als Münsterbach bezeichnet. Südwestlich liegt die Hammmühle, ein ehemaliger Kupferhof, der heute Wohnzwecken dient. Hamm ist ein nur aus wenigen Straßen bestehendes Wohnviertel. Die mittlere Höhe beträgt 195 m ü. NN. Hamm bildet mit Kohlbusch einen Doppelortsteil.
Die nächste Anschlussstelle ist Aachen-Brand auf der A 44. Die nächste Bahnstation ist Stolberg-Schneidmühle und wird von der Euregiobahn bedient. Die AVV-Buslinie 40 der ASEAG verbindet Hamm mit Münsterbusch und Stolberg-Mitte, die nächstgelegenen Haltestellen sind Kohlbusch Spielplatz und Buschstraße.
| Linie | Verlauf |
| ----- | --- |
| 40    | Stolberg Mühlener Bf – Zinkhütter Hof – (Kohlbusch –) Münsterbusch – Liester – Stolberg Altstadt – Stolberg Krankenhaus |